# Carlos Muñoz (luchador)
Carlos Andrés Muñoz Jaramillo (La Ceja, 3 de agosto de 1992) es un luchador colombiano de lucha grecorromana. Compitió en el Campeonato Mundial de 2015 consiguiendo la 44.ª posición. Consiguió la medalla de oro en los Juegos Bolivarianos de 2017. Conquistó la medalla de plata en los Juegos Suramericanos de 2014. Ganó una medalla de bronce en los Juegos Panamericanos de 2015, Juegos Centroamericanos y del Caribe de 2014 y Juegos Bolivarianos de 2013. Obtuvo dos medallas de bronce en el Campeonato Panamericano.